# 배틀 로얄 (영화)
《배틀 로얄》(バトル・ロワイアル, Battle Royale)은 다카미 고슌의 동명 소설 《배틀로얄》을 원작으로 한 후카사쿠 긴지 감독의 2000년 일본 영화이다.

## 출연진
- 나나하라 슈야 - 후지와라 다쓰야
- 나카가와 노리코 - 마에다 아키
- 가와다 쇼고 - 야마모토 다로
- 기리야마 가즈오 - 안도 마사노부
- 소마 미쓰코 - 시바사키 코우
- 지구사 다카코 - 쿠리야마 치아키
- 미우라 신지 - 쓰카모토 다카시
- 스기우라 히로키 - 다카오카 소스케
- 기타노 - 기타노 다케시

## 같이 보기
- 일본 영화